# Laguna de Palomas
Laguna de Palomas, también denominada Estación Carrillo, es una población mexicana, ubicada en el extremo sureste del estado de Chihuahua, en el municipio de Jiménez. Antigua estación de ferrocarril, es hoy una comunidad dedicada a la explotación de salinas en el desierto.

## Localización y demografía
Estación Carrillo tuvo su origen, como su nombre lo indica, en una estación en la línea de ferrocarril que une las poblaciones de Escalón, Chihuahua y Laguna del Rey, Coahuila, en pleno Desierto de Chihuahua y el Bolsón de Mapimí. Es la comunidad chihuahuense más cercana a la denominada Zona del Silencio y el vértice trifinio donde confluyen los límites de los estado de Chihuahua, Coahuila y Durango.
Sus coordenadas geográficas son 26°53′6″N 103°55′59″O / 26.88500, -103.93306 y a una altitud de 1 106 metros sobre el nivel del mar, su principal vía de comunicación fue la vía de ferrocarril, que sin embargo ya no tiene funcionamiento, por lo que fue sustituido por un camino rural que lo comunica con Escalón y la Carretera Federal 49.
Es en la actualidad una muy pequeña comunidad ubicada en medio del desierto y uno de los puntos más aislados del estado, su clima no permite una agricultura mayor a la de subsistencia, pero su principal actividad económica es la explotación de salinas mediante la técnica de evaporacion de agua.